# 2966 Корсунія
2966 Корсунія (2966 Korsunia) — астероїд головного поясу, відкритий 13 березня 1977 року.
Тіссеранів параметр щодо Юпітера — 3,482.